# Morales Duárez (Metro de Lima y Callao)
Morales Duárez es el nombre asignado a la séptima futura estación de la Línea 4 del Metro de Lima en Perú. La estación será construida de manera subterránea en los distritos del Callao y Carmen de La Legua-Reynoso.
Se encuentra en la intersección de la avenida Faucett con la avenida La Chalaca, cerca de la avenida Morales Duárez.
En junio de 2024 se anunció que se entregó formalmente el área para construcción de Estación Morales Duárez al concesionario. El 25 de mayo de 2025 se inició el plan de desvío vehicular en la avenida Elmer Faucett por el inicio de obras entre el jirón Manco Cápac y la avenida La Chalaca.

## Descripción
Morales Duárez forma parte del primer tramo de la línea 4 que servirá como alimentador de la línea 2. Para evitar retrasos como lo ocurrido en la construcción de la línea 2, que originalmente tenía que haber entrado en funcionamiento parte de su recorrido en el 2020 pero que por retrasos fue aplazado hasta el 2024, el gobierno peruano construirá Morales Duárez así como el resto de la línea 3 y 4 como una obra pública e convenio con un gobierno extranjero.